# Нитрид плутония
Нитрид плутония — бинарное неорганическое соединение азота и плутония с формулой PuN.

## Физические и химические свойства
Нитрид плутония представляет собой кристаллическое соединение чёрного цвета. Кристаллическая решётка — гранецентрированная типа NaCl с параметрами a=0,4905 нм; z=4; пространственная группа Fm3m, однако вследствие радиоактивного распада плутония с испусканием α-лучей параметры кристаллической решётки со временем увеличиваются.
- ΔGo298(PuN) = −273,8 кДж/моль
- ΔSo298(PuN) = 67,7 Дж/моль·K

На воздухе нитрид плутония медленно окисляется до диоксида плутония. Порошкообразный нитрид плутония переходит в диоксид примерно за 1-3 суток, плотный окисляется значительно медленнее. Гидролиз нитрида плутония также приводит к диоксиду, в горячей воде гидролиз усиливается:
{\displaystyle {\mathsf {2PuN+6H_{2}O\rightarrow 2PuO_{2}\cdot H_{2}O+2NH_{3}+H_{2}}}}
При растворении в кислотах образуются соответствующие соли Pu(III), реакционноспособность кислот по отношению к нитриду плутония уменьшается в ряду HNO3 > HCl > H3PO4 > H2SO4, HF.

## Получение и применение
Синтез нитрида плутония осуществляют по реакции гидридов плутония с азотом или аммиаком при температуре 650 °C и давлении 0,3 кПа.
Другим способом синтеза является восстановление иодида плутония(III) натрием в жидком аммиаке:
{\displaystyle {\mathsf {PuI_{3}+NH_{3}+3Na\rightarrow PuN\downarrow +3NaI}}}
Нитрид плутония может быть использован в качестве топлива в ядерных реакторах.